# Castlelaw

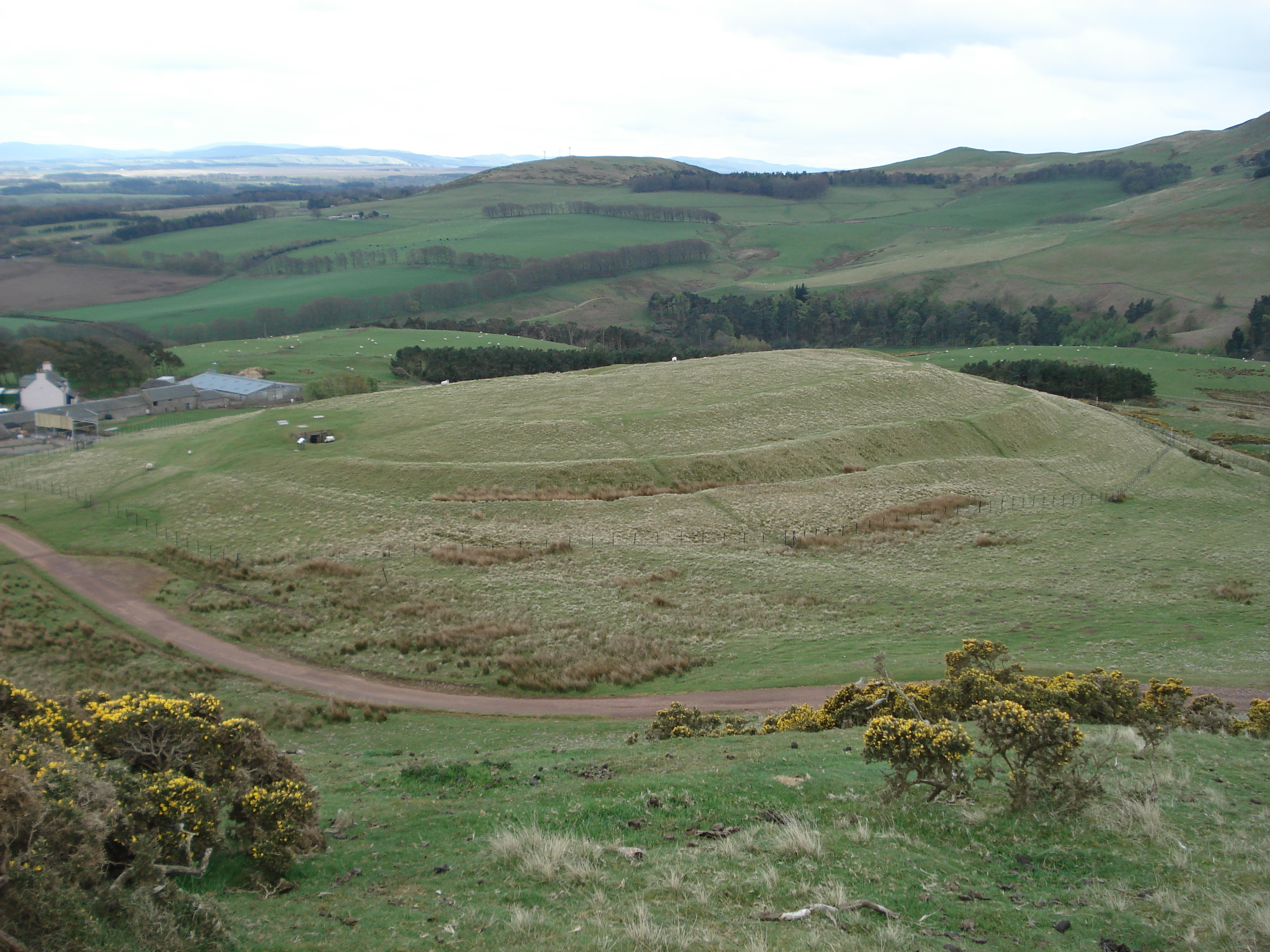
Wälle des Hillforts und Zugang zum Souterrain - links

Die Reste des in der Eisenzeit etwa 700 Jahre lang genutzten Castlelaw Hillfort (auch Castle Law, Glencorse) und seines Souterrains (auch Earth House genannt) liegen an der Flanke des Castlelaw Hill, südlich von Edinburgh und nördlich von Penicuik in Midlothian im südlichen Pentland Hills Regional Park in Schottland. Nicht zu verwechseln mit Castlelaw bei Abernethy in Perth and Kinross.
Das auf etwa 300 m Höhe liegende, innen etwa 80 × 35 m messende Hillfort entstand in der Mitte des 1. Jahrtausend vor Chr. als eine von einer Palisade umgebene Einhegung, die später durch einen Wall mit einer Murus Gallicus ersetzt wurde. Ein konzentrischer Doppelwall mit Gräben wurde während der Römerzeit (etwa 80 n. Chr.) hinzugefügt. Die Wälle sind an der Nordseite am besten erhalten. Es gibt jedoch keine Hinweise darauf, dass Castle Law jemals angegriffen wurde.

## Das Souterrain
Bei Souterrains wird grundsätzlich zwischen „rock-cut“, „earth-cut“, „stone built“ und „mixed“ Souterrains unterschieden. In den inneren Graben wurde ein etwa 20 m langes 1933 (Vere Gordon Childe) und 1952 ausgegrabenes aus Steinblöcken errichtetes (stone built) Souterrain eingebaut. Es folgt dem alten Graben und ist bis zu einer Höhe von zwei Metern erhalten. Mittig zwischen zwei Orthostaten liegt ein Zugang in eine große, runde bienenkorbartige, mit einem nur noch teilweise erhaltenen Kraggewölbe versehene Kammer. Die beste Parallelen dieser für die Gruppe atypischen Kammerform stellen in Schottland das Souterrain von West Grange of Conan und das Souterrain von Tigh Talamhain auf Skye dar.
Die Decke über den Hauptgang war wahrscheinlich aus Holz und wurde bei der Rekonstruktion durch eine Betondecke (mit Fenstern) ersetzt. Im Souterrain gefundene Artefakte schließen eine Brosche, Glas und Töpferware römischen Ursprungs aus dem 2. Jahrhundert ein.